# Гилевич, Радослав
Радо́слав Гиле́вич (пол. Radosław Gilewicz; род. 8 мая 1971) — польский футболист.

## Карьера
Начал свою карьеру в 1991 году в клубе «Тыхы». В 1992 перешёл в «Рух».
С 1993 по 1995 Гилевич играл за «Санкт-Галлен». Затем он перешёл в «Штутгарт», где провел 2 сезона до перехода в «Карлсруэ». Последний матч за «Штутгарт» Радослав провел в финале кубка Германии по футболу 1996/97, выйдя на замену в конце матча.
В 1999 году переехал в Австрию, где играл за «Тироль». В сезоне 2000/01 он забил 22 гола и стал лучшим бомбардиром чемпионата Австрии. Он оставался в «Тироле» до его расформирования. С 2002 по 2005 играл за «Аустрию» (Вена). Следующей командой Радослава стал «Суперфунд».
В Австрии Гилевич выигрывал 4 раза чемпионат и 2 раза кубок страны. Перед завершением карьеры провел сезон за «Полонию».

## Достижения
- Футболист года в Австрии: 2000
- Лучший бомбардир чемпионата Австрии: 2000/01
- Чемпион Австрии: 1999/2000, 2000/01, 2001/02, 2002/03
- Обладатель Кубка Австрии: 2002/03, 2004/05
- Обладатель Кубка Германии: 1996/97